# Pieter van der Wilden
Pieter van der Wilden (Haarlem, 8 mei 1914 – Mauthausen, 6 september 1944) was tijdens de Tweede Wereldoorlog SOE-agent. Hij was een van de slachtoffers van het Englandspiel.
Pieter van der Wilden en zijn neef Willem trokken voor de Tweede Wereldoorlog naar Zuid-Afrika. In Pretoria leerden ze Freek Rouwerd kennen. Nadat de oorlog was uitgebroken ging het drietal naar het Verenigd Koninkrijk. Van der Wilden werd als tijdelijk dienstplichtig sergeant bij Bureau Bijzondere Opdrachten geplaatst, en kwam vervolgens bij de Dutch section van SOE. Zijn alias was 'Pieter van den Berg'.
De beide neven werden op 18 februari 1943 gedropt bij Holten, waar zij meteen werden gearresteerd. Ze kwamen in Mauthausen terecht, waar ze op 6 september 1944 werden gefusilleerd. Hun namen staan op het monument "Engelandvaarders" in Mauthausen.